# آلبردس
آلبردس (انگلیسی: Allbirds) شرکت پوشاک آمریکایی است، که در سال ۲۰۱۶ توسط تیم براون بنیان‌گذاری شد. مقر شرکت در سان فرانسیسکو، کالیفرنیا است.